# Ciel 2
Ciel 2 ist der zweite Kommunikationssatellit der kanadischen Ciel Satellite Group.
Der Auftrag zum Bau des Satelliten wurde am 17. März 2006 an Alcatel Alenia Space, die spätere Thales Alenia Space vergeben. Ciel 2 basiert auf dem Satellitenbus Spacebus 4000 C4 und war damals der größte und fortschrittlichste Satellit dieser Plattform.
Der beim Start 5.561 kg schwere Satellit ist mit 32 Ku-Band-Transpondern mit Wanderfeldröhren und einer Leistung von 100 bis 200 Watt sowie mit einer Energieversorgung mit Leistung von 10,6 Kilowatt ausgestattet. Er kann seine Signale sowohl Regional- als auch per Spot-Beam senden. Als Lageregelung kommen vier Plasmatriebwerke vom Typ SPT-100 zum Einsatz.
Der Satellit wurde am 10. Dezember 2008 von Dienstleister ILS um 13:43 UTC vom Kosmodrom Baikonur in Kasachstan mit einer Proton-M/Breeze-M-Trägerrakete gestartet und auf eine geostationäre Umlaufbahn mit der Position 129° West gebracht.
Er versorgt von dort Nordamerika (Kanada und USA) mit Fernsehangeboten in NTSC und mit HDTV-Auflösung. Hauptmieter ist das Pay-TV-Unternehmen DISH Network. Die Lebensdauer ist mit 16 Jahren veranschlagt.